# Забавное (Харьковская область)
Забавное (укр. Забавне) — село, Левковский сельский совет, Изюмский район, Харьковская область.
Код КОАТУУ — 6322886503. Население по переписи 2001 года составляет 197 (93/104 м/ж) человек.

## Географическое положение
Село Забавное находится между реками Северский Донец (6 км) и Мокрый Изюмец (4 км), на расстоянии в 7 км находится город Изюм.
Рядом с селом проходит автомобильная дорога E 40 (М-03).
На расстоянии в 3,5 км проходит железная дорога, ближайшие станции Диброва и Пименовка (4,5 км).
В селе несколько запруд.

## История
- 1975 — дата основания.

## Экономика
- Свинотоварная ферма.
- «ЗОЛОТАЯ НИВА», ООО

## Достопримечательности
- Братская могила жертв фашизма. 1943 г.